# Z zawiązanymi oczami
Z zawiązanymi oczami (ukr. Із зав'язаними очима) – ukraiński dramat filmowy z 2020 roku, w reżyserii Tarasa Dronia.

## Fabuła
Bohaterka filmu Julia Wałenko jest utalentowaną zawodniczką MMA. Jej narzeczony, w przeszłości sportowiec Denys Skorozub nie wrócił z wojny we wschodniej Ukrainie i Julia nadal zmaga się z traumą po jego stracie. Denys został uznany za zmarłego, a otoczenie Julii stara się na nią wywierać presję, aby nadal przeżywała żałobę. Kiedy Julia zamierza rozpocząć nowe życie, matka Denysa otrzymuje informację, że jej syn żyje i konieczne jest zebranie pieniędzy na operację, która może uratować mu życie.
Zdjęcia do filmu kręcono we Lwowie. Światowa premiera filmu odbyła się 9 października 2020 w ramach Warszawskiego Festiwalu Filmowego.

## Obsada
- Maryna Koszkina jako Julia Wałenko
- Ołeh Szulha jako Maksym
- Ołeh Dawydow jako Denys Skorozub
- Łarysa Rusnak jako matka Denysa
- Ołeksandr Mawric jako trener
- Serhij Łuzanowski jako Ołeh
- Witalij Wowk jako sędzia
- Ołha Mowczan jako dziennikarka
- Karyna Berszadska jako Ludmyła
- Kateryna Slipczenko jako dziennikarka
- Taras Kołtyk jako reporter
- Wasił Antoniak
- Ihor Kołtowski

## Nagrody i wyróżnienia
Film otrzymał główne nagrody Warszawskiego Festiwalu Filmowego i Międzynarodowego Festiwalu Filmowego w Odessie, a także został wyróżniony Złotą Sową na Międzynarodowym Festiwalu Filmowym w Balneário Camboriú.